# Netu'a
Netu'a (hebrejsky נְטוּעָה, v oficiálním přepisu do angličtiny Netu'a) je vesnice typu mošav v Izraeli, v Severním distriktu, v Oblastní radě Ma'ale Josef.

## Geografie
Leží v nadmořské výšce 615 metrů, v hornaté oblasti v centrální části Horní Galileji, cca 20 kilometrů od břehů Středozemního moře a 1 kilometr od libanonských hranic. Severně od obce protéká vádí Nachal Šarach, na jehož severní straně se zvedá prudký terénní stupeň. Podél západní strany obce do něj ústí ještě vádí Nachal Biranit. Východním směrem od mošavu leží kopcovitý a zalesněný region okolo hory Har Biranit.
Obec se nachází cca 7 kilometrů severně od města Ma'alot-Taršicha, cca 120 kilometrů severovýchodně od centra Tel Avivu a cca 42 kilometrů severovýchodně od centra Haify. Vesnici Netu'a obývají Židé, přičemž osídlení v tomto regionu je převážně židovské. Zcela židovská je oblast západně odtud, směrem k Izraelské pobřežní planině. Pouze na jižní straně začíná území s vyšším podílem obcí, které obývají izraelští Arabové (například město Fassuta).
Netu'a je na dopravní síť napojena pomocí místní silnice číslo 899.

## Dějiny
Netu'a byla založena v roce 1966. Šlo o součást Operace Sof Sof (סוף סוף), kterou inicioval tehdejší premiér Levi Eškol. Cílem bylo posílit židovské osídlení v bezprostřední blízkosti libanonské hranice. Zakladateli osady byla skupina obyvatel z okolních, již zavedených mošavů.
Mošav vznikl na pozemcích zaniklé arabské vesnice al-Mansura, která zde stávala do války za nezávislost v roce 1948 cca 1 kilometr východně od stávající osady. Roku 1931 měla al-Mansura 688 obyvatel a 129 domů. Byl tu křesťanský kostel. Během války byla tato oblast na podzim 1948 v rámci Operace Hiram ovládnuta židovskými silami a arabské obyvatelstvo bylo vysídleno. Zástavba vesnice pak byla zbořena. Stát zůstal jen kostel.
Ekonomika obce Netu'a je založena na zemědělství, postupně se rozvíjí turistický ruch. V obci fungují zařízení předškolní péče, základní škola je ve vesnici Becet. Děti z náboženských rodin dojíždějí do školy v Šlomi.
Vesnice prochází stavební expanzí. K původním 60 rodinám má přibýt v první fázi 17 nových domů, v druhé fázi 42 domů.

## Demografie
Obyvatelstvo mošavu Netu'a je smíšené, tedy sekulární i nábožensky orientované. Podle údajů z roku 2014 tvořili naprostou většinu obyvatel v Netu'a Židé (včetně statistické kategorie "ostatní", která zahrnuje nearabské obyvatele židovského původu ale bez formální příslušnosti k židovskému náboženství).
Jde o menší sídlo vesnického typu s dlouhodobě stagnující populací. K 31. prosinci 2014 zde žilo 283 lidí. Během roku 2014 populace klesla o 4,1 %.
| Rok            | 1972 | 1983 | 1995 | 2001 | 2003 | 2004 | 2005 | 2006 | 2007 | 2008 | 2009 | 2010 | 2011 | 2012 | 2013 | 2014 |
| -------------- | ---- | ---- | ---- | ---- | ---- | ---- | ---- | ---- | ---- | ---- | ---- | ---- | ---- | ---- | ---- | ---- |
| Počet obyvatel | 211  | 270  | 257  | 259  | 253  | 256  | 262  | 251  | 249  | 252  | 246  | 253  | 261  | 294  | 295  | 283  |